# Pixo
Pixo était une entreprise ayant développé des infrastructures pour appareils mobiles. Elle a été fondée en 1994 lorsque Paul Mercer, un développeur logiciel d'Apple, est parti pour créer sa propre entreprise. L'entreprise a développé un kit de développement logiciel en C++ pour téléphones et autres appareils mobiles. Elle s'est fait racheter par Sun Microsystems en 2003, puis se fera elle-même acheter par Oracle en 2010.

## Utilisation dans les Apple iPod
En 2001, Pixo est réembauchée par Apple pour adapter leur système aux iPod. L'utilisation de Pixo OS dans l'iPod n'a jamais été annoncée, cependant, les iPod de première génération avait une mention sur la page "À propos de l'iPod" de Pixo. Apple a racheté Pixo OS utilisé dans les Apple iPod à la suite de leur livraison[réf. nécessaire] et ont retiré la mention de Pixo avec une mise à jour logicielle de l'iPod de première génération.
Le 9 avril 2007, l'ancien directeur général d'Apple Steve Jobs a annoncé l'atteinte des 100 millions d'iPod, faisant de Pixo OS un des systèmes d'exploitation embarqués les plus utilisés au monde.
Avec la fin de commercialisation de l'iPod Classic en 2014 et celle de l'iPod Nano en 2017, n'ayant pas fonctionné sous iOS, Apple ne vend plus d'iPod fonctionnant sous un système Pixo.